# Jasar Takak
Jasar Takak ('s-Hertogenbosch, 4 maart 1982) is een voormalig voetballer.

## Jeugd
Takak is geboren en getogen in Nederland, maar van oorsprong is hij Aramees met een Syrisch-orthodox geloof. Takak begon met voetballen bij de plaatselijke amateurclub RKVV Sint-Michielsgestel. Mede omdat Takak als kleine jongen fan was van PSV, meldde hij zich op zijn elfde aan voor een talentendag van PSV in 's-Hertogenbosch. Takak maakte indruk en Willy van der Kuijlen vroeg persoonlijk aan Takak of hij twee dagen later een oefenwedstrijd wilde spelen in Eindhoven. Na die wedstrijd mocht hij bij PSV blijven. Vanaf toen moest Takak elke dag van zijn woonplaats Sint-Michielsgestel naar Eindhoven reizen. Omdat zijn ouders gebrek aan tijd hadden, mocht Takak elke dag met jeugdtrainer/scout Klaas van Baalen meerijden.

## Carrière
Elk jaar schoof Takak op in de jeugdopleiding, totdat hij in 2001 bij Jong PSV terechtkwam. Het seizoen erop (2002/2003) mocht Takak geregeld meedoen met de A-selectie. Hij speelt echter geen wedstrijd in het eerste. In september 2003 mag Takak op proef bij FC Zwolle. Nadat hij in een oefenduel heeft meegespeeld, wordt Takak voor één seizoen verhuurd. In Zwolle is Takak basisspeler en weet zelfs 8 keer het doel te vinden. In de zomer van 2004 wil Takak graag terug om te slagen bij PSV en het lijkt erop dat hij ook zijn kans zal krijgen. Toch wordt in september Takak weer voor één seizoen verhuurd. Hij kan kiezen tussen RKC Waalwijk en De Graafschap, en gaat voor het eerste.
In de zomer van 2005 keerde Takak terug bij PSV, waar hij te horen kreeg dat hij transfervrij mocht vertrekken. Er was interesse van (weer) RKC Waalwijk en Beşiktaş JK en Sparta meent zelfs dat het een overeenkomst heeft gesloten met hem (evenals Csaba Fehér en Michael Lamey). Een verhuur komt er dan nog niet. Aan het begin van het seizoen wordt ook duidelijk dat trainer Hiddink geen plaats meer heeft in de selectie voor Takak. Op 31 augustus wordt Takak voor één seizoen verhuurd aan N.E.C.. Bij NEC begon hij als vaste waarde, maar na het vertrek van trainer Cees Lok is hij verbannen naar de bank en aan het einde van het seizoen kreeg hij geen contract. Zijn contract bij PSV was ondertussen ook afgelopen en gedurende het seizoen 2006/07 was Takak niet actief in het betaalde voetbal. Wel was hij onder andere op proef bij Roda JC maar dit resulteerde niet in een contract. Wel mocht hij in Kerkrade zijn conditie op peil houden. In het seizoen 2007/08 kwam hij uit voor Vitesse, na één seizoen vertrok hij hier omdat hij geen nieuw contract kreeg aangeboden. Takak hield tijdens het seizoen 2008/09 zijn conditie op peil bij de Brabantse club Willem II. In de voorbereiding in het seizoen 2009/2010 speelde hij op proef bij VVV-Venlo. Takak maakte een dusdanig positieve indruk, dat hij op amateurbasis werd aangetrokken. Na afloop van het seizoen 2009/2010 kreeg Takak te horen dat er in het nieuwe seizoen geen plaats meer was in de selectie.
In januari 2012 tekende Takak tot het einde van het seizoen bij SC Cambuur. Dat contract wordt niet verlengd.
Takak heeft voor verschillende jeugdselecties gespeeld. Hij is uitgekomen voor het Nederlands voetbalelftal onder 16, het Nederlands voetbalelftal onder 17 en het Nederlands voetbalelftal onder 18. Voor het Nederlands voetbalelftal onder 21 is Takak nooit geselecteerd.

## Clubstatistieken
| seizoen | club                | duels | goals | competitie     |
| ------- | ------------------- | ----- | ----- | -------------- |
| 02/03   | PSV                 | 0     | 0     | Eredivisie     |
| 03/04   | FC Zwolle           | 34    | 8     | Eredivisie     |
| 04/05   | RKC Waalwijk        | 22    | 4     | Eredivisie     |
| 05/06   | NEC                 | 21    | 2     | Eredivisie     |
| 06/07   | Geen club           | -     | -     | -              |
| 07/08   | Vitesse             | 23    | 1     | Eredivisie     |
| 08/09   | geen club           | -     | -     | -              |
| 09/10   | VVV-Venlo           | 8     | 0     | Eredivisie     |
| 10/11   | geen club           | -     | -     | -              |
| 11/12   | SC Cambuur          | 7     | 0     | Eerste divisie |
| 12/13   | Etar Veliko Tarnovo | 4     | 0     |                |
| Totaal  |                     | 107   | 15    |                |